# مسجد بنیا باشی

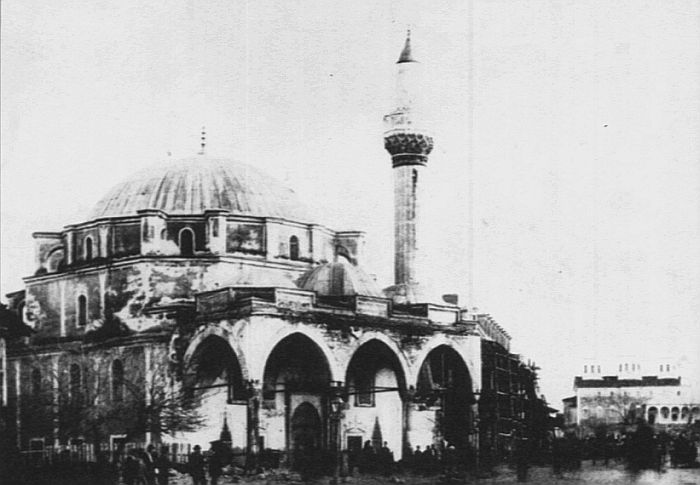
مسجد بنیا باشی در قرن ۱۹اُم

مسجد بنیا باشی (بلغاری: [Баня баши джамия, Banya bashi dzhamiya] Error: {{Lang}}: متن دارای نشانه‌گذاری ایتالیک است (راهنما); ترکی استانبولی: Banya Başı Camii) یک مسجد متعلق به ترک‌های بلغارستان در پایتخت بلغارستان شهر صوفیه که توسط خواجه معمار سنان آغا معمار مشهور امپراطوری عثمانی به سال ۱۵۷۶ میلادی به صورت تک‌مناره با ارتفاع ۱۵ متر و با شیوه معماری عثمانی بنا شده‌است.